# Moskauer Universität für Geisteswissenschaften
Die Moskauer Universität für Geisteswissenschaften (russisch Московский гуманитарный университет (МосГУ); englisch: Moscow University for the Humanities) ist die erste private Universität Russlands, die nach 1990 entstanden ist.

## Geschichte
Die Universität wurde im Jahr 1944 als Zentralschule des Komsomol gegründet. Im April 1969 wurde sie zur Komsomol-Hochschule, eine elitäre Einrichtung und Kaderschmiede für das Zentralkomitee und andere Leitungsorgane des  Komsomol sowie für kommunistische Jugendorganisationen aus anderen Ländern der Welt. Durch einen großen Anteil von Ausländern genoss die Hochschule in der Sowjetzeit mehr Freiheiten und wurde Ende der 1980er Jahre als liberalste Hochschule des Landes angesehen. 1987 sprach Boris Jelzin nach Abgabe aller seiner Ämter hier erstmals wieder vor der Öffentlichkeit. 1990 wurde die Hochschule des Komsomol umstrukturiert zur ersten nichtstaatlichen und selbstverwalteten Hochschule und in das Jugendinstitut (FH) umbenannt. Zwischen 1969 und 1990 haben hier ca. 32.000 Menschen studiert. 1991 wurde hier die erste neue Fakultät eröffnet – die Fakultät für Sozialarbeit und Management, wo zum ersten Mal in Russland  Sozialarbeit unterrichtet wurde. 1999 ernannte der UNESCO-Generaldirektor Federico Mayor Zaragoza das Territorium der Hochschule zum Territorium der Friedenskultur. 2000 wurde das Jugendinstitut in die Moskauer Akademie für Geistes- und Sozialwissenschaft umbenannt. 2003 wurde die Hochschule zur Moskauer Universität für Geisteswissenschaften.

## Studienfächer

### Als Komsomol-Hochschule
Die Bildungsgänge waren unter anderem  Geschichte (Urzeit – Neugeschichte), Psychologie, Pädagogik, Marxismus-Leninismus. Die Studiendauer betrug 8 Semester. Es wurden auch Jahresstudiengänge zur Weiterbildung angeboten. Auch westeuropäische kommunistische und sozialistische Jugendorganisationen ließen hier Führungskader ausbilden, die zum Teil unter Decknamen und mit Deckidentitäten agierten. Auch die FDJ der DDR ließ hier ihre Führungskader ausbilden.

### Als Moskauer Universität für Geisteswissenschaften
Die Universität hat sechs Fakultäten:  Wirtschaft, Jura, Internationale Beziehungen, Werbung, Kulturwissenschaften und Tourismus, Sozialarbeit und Psychologie. Derzeit sind rund 8000 Studierende eingeschrieben. Zurzeit sind folgende staatlich anerkannte Abschlüsse möglich: Bachelor, Master, Diplom, Dr., Dr. habil.

## Kooperationen
Die Universität kooperiert in Russland eng mit dem Nationalen Institut für Wirtschaft. Wichtige internationale Partneruniversitäten befinden sich in China, Großbritannien, Schweden, Frankreich und in den Niederlanden. In Deutschland kooperiert die Universität mit dem West-Ost-Institut Berlin.

## Wissenschaft
Seit Sowjetzeiten wurde besonders das Soziologische Zentrum der Hochschule bekannt. An der Universität gibt es zudem das Institut für fundamentale und angewandte Forschung, den russischen intellektuellen Klub und das internationale Forschungszentrum von Alexander Sinowjew, der die letzten Jahre seines Lebens hier arbeitete. Die Universität gibt zwei wissenschaftliche Zeitschriften heraus: „Snanie. Ponimanie. Umenie“ und „Wissenschaftliche Werke der Universität“.